# Commandments
Commandments es una película cómica-romántica-drama que fue escrita y dirigida por Daniel Taplitz y protagonizada por Aidan Quinn, Courteney Cox y Anthony LaPaglia. Su productor ejecutivo fue Ivan Reitman.

## Trama
Desde que la esposa de Seth Warner (Aidan Quinn) murió hace dos años, su vida se hizo pedazos. En su rabia, afrenta a Dios quien, al parecer, le responde matando a su perro. Así que Seth se dispone a romper todos y cada uno de los diez mandamientos. Se muda con su cuñada, Rachel (Courteney Cox), y con su esposo reportero, Harry (Anthony LaPaglia), y, sistemáticamente, comienza a transgredir cada mandamiento, cada vez más con la ayuda de Harry.

## Críticas
La película ha recibido críticas negativas. Recibió un 21% por Rotten Tomatoes, basado en 14 críticas.